# Galaxea fascicularis
Galaxea fascicularis · Corail crystal, Corail piquant
Espèce
Statut de conservation UICN

 NT  : Quasi menacé
Statut CITES
Galaxea fascicularis, communément nommé Corail crystal ou Corail piquant, est une espèce de scléractiniaires (coraux durs).
Le Corail crystal est présent dans les eaux tropicales de l'Indo-Pacifique soit des côtes orientales de l'Afrique à la Polynésie française, Mer Rouge incluse. Cette espèce est commune dans les récifs coralliens entre 3 et 20 m de profondeur.

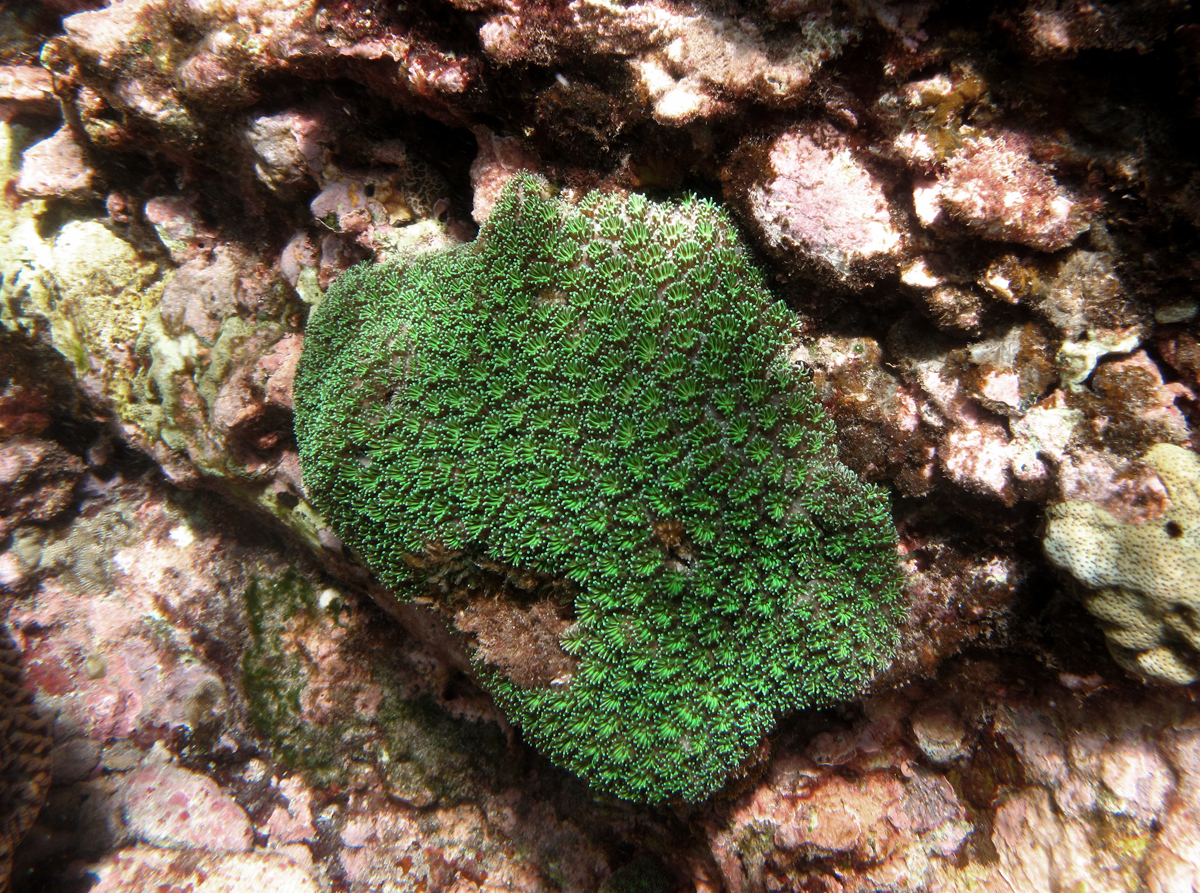
Spécimen vivant à La Réunion.
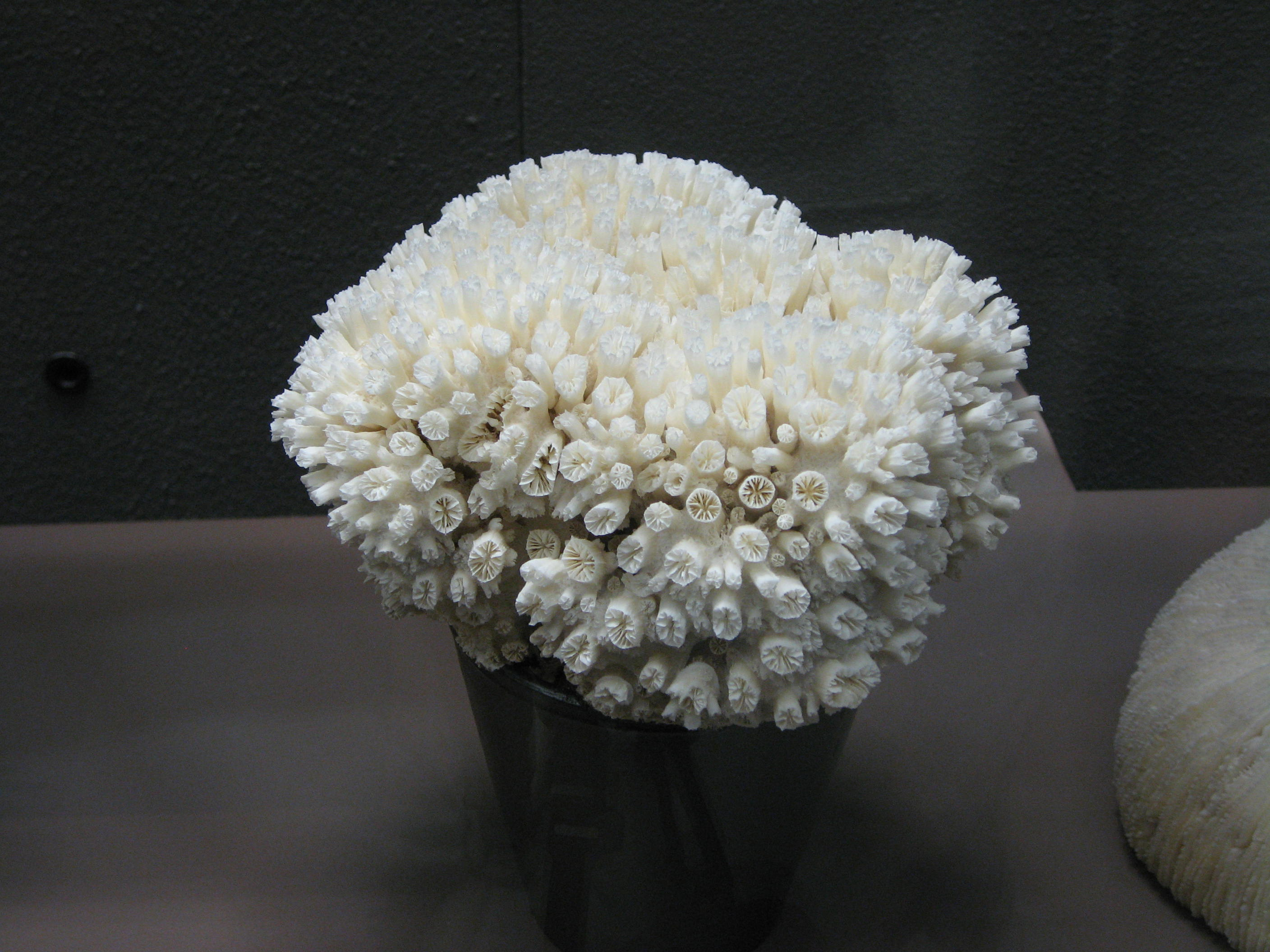
Squelette.
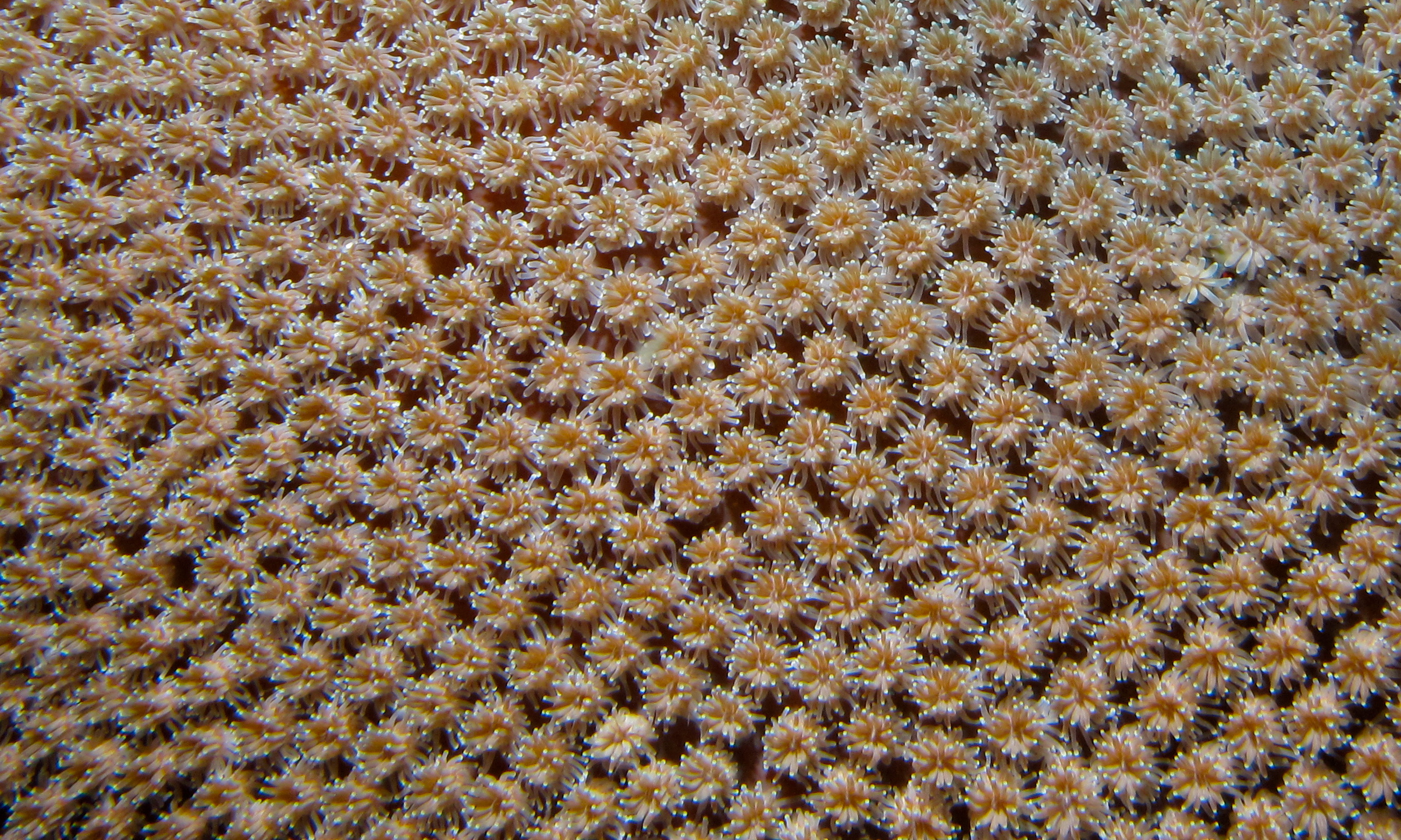
Polypes.
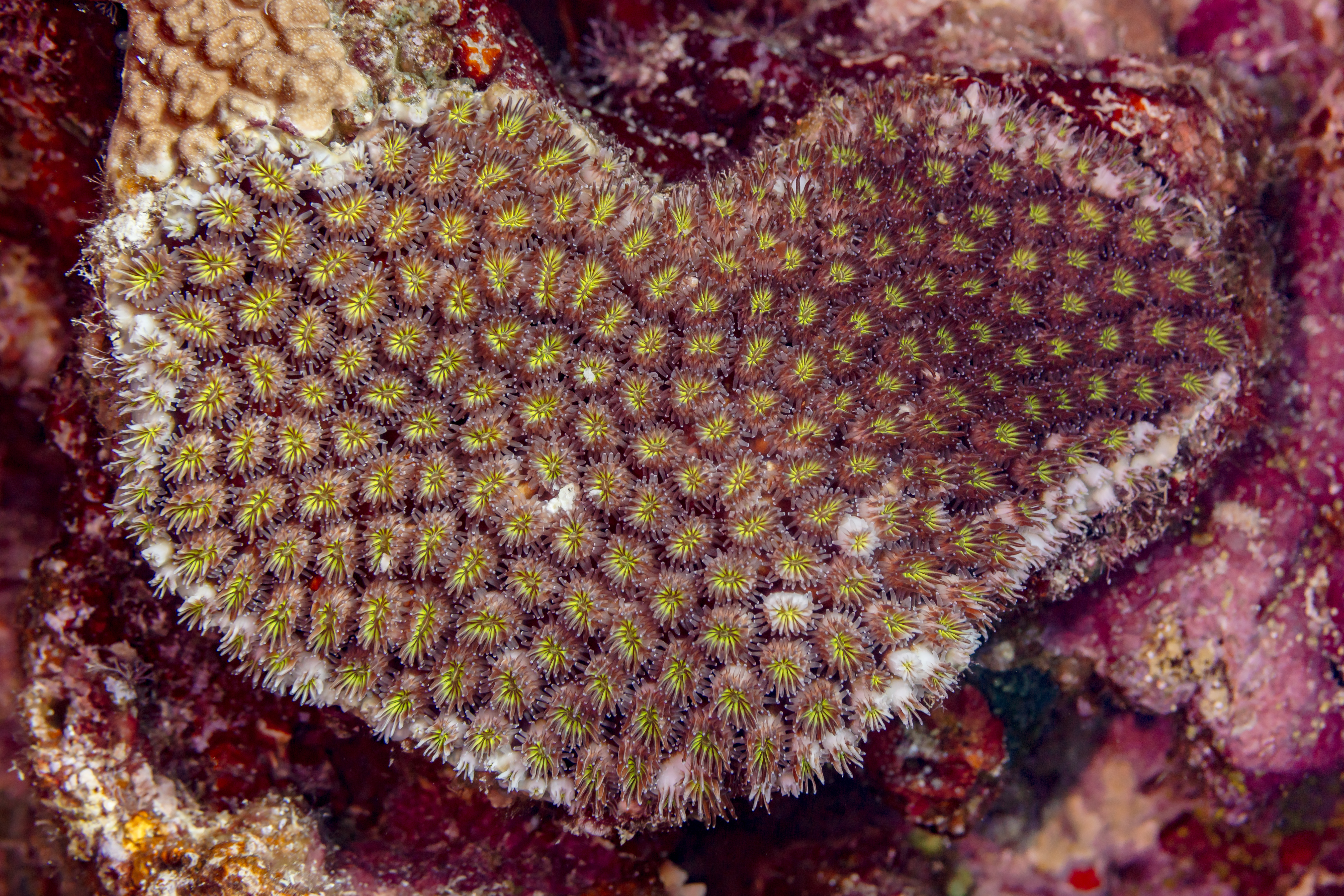
Spécimen vivant en mer Rouge. Avril 2023.